# Memorial Henryk Łasak
El Memorial Henryk Łasak és una cursa ciclista d'un dia polonesa que es disputa a Sucha Beskidzka (Petita Polònia). Creada el 1999, des del 2005 forma part de l'UCI Europa Tour.

## Palmarès
| Any  | Vencedor              | Segon                 | Tercer              |
| ---- | --------------------- | --------------------- | ------------------- |
| 1999 | Cezary Zamana         | Dimitri Sedun         | Heiko Szonn         |
| 2000 | Jacek Mickiewicz      | Marcin Lewandowski    | Marcin Gebka        |
| 2001 | Piotr Chmielewski     | Zbigniew Piątek       | Krzysztof Jeżowski  |
| 2002 | Cezary Zamana         | Dariusz Wojciechowski | Kazimierz Stafiej   |
| 2003 | Cezary Zamana         | Robert Radosz         | Lubor Tesař         |
| 2004 | Robert Radosz         | Petr Benčík           | Tomasz Lisowicz     |
| 2005 | Marek Maciejewski     | Ondřej Fadrny         | Marcin Osinski      |
| 2006 | Petr Benčík           | Marcin Sapa           | Bartłomiej Matysiak |
| 2007 | Krzysztof Jeżowski    | Mateusz Komar         | Daniel Czajkowski   |
| 2008 | Krzysztof Jeżowski    | Błażej Janiaczyk      | Mart Ojaave         |
| 2009 | Stefan Schäfer        | Krzysztof Jeżowski    | Mathias Belka       |
| 2010 | Mariusz Witecki       | Tomáš Bucháček        | Marek Rutkiewicz    |
| 2011 | Luka Mezgec           | Blaž Furdi            | Tomasz Marczyński   |
| 2012 | Sylwester Janiszewski | Luka Mezgec           | Mieszko Bulik       |
| 2013 | Florian Sénéchal      | Kamil Gradek          | Paweł Cieślik       |
| 2014 | Maciej Paterski       | Paweł Franczak        | Mykhailo Kononenko  |
| 2015 | Alois Kaňkovský       | Vitali Buts           | Roman Maikin        |
| 2016 | Paweł Franczak        | Sylwester Janiszewski | Artur Detko         |
| 2017 | Alan Banaszek         | Sylwester Janiszewski | Artur Detko         |
| 2018 | Mateusz Grabis        | Eduard Vorganov       | Martin Boubal       |
| 2019 | Norman Vahtra         | Artur Detko           | Robert Jägeler      |
| 2020 | suspés                | suspés                | suspés              |
| 2021 | Michael Kukrle        | Mateusz Grabis        | Adam Ťoupalík       |
| 2022 | Tomasz Budziński      | Michael Boroš         | Matěj Zahálka       |
| 2023 | Michael Kukrle        | Jakub Kaczmarek       | Karel Camrda        |